# Lico (hijo de Ponto)
En la mitología griega, Lico era uno de los telquines, los nueve monstruos marinos, hijos de Ponto y Talasa, que tenían cabeza de perro y cola de serpiente o de pez. Como sus hermanos, Lico era un excelente metalúrgico, pero sus brujerías y el hecho de que modificaran los fenómenos atmosféricos provocaron la ira de los dioses. Zeus quiso exterminar a los telquines inundando la isla de Rodas, donde vivían, pero Lico, avisado por Artemisa o bien previendo la inundación, huyó por mar hacia la región de Licia (Asia Menor), a la que dio nombre. Pero su huida no amilanó a los dioses, pues Apolo se convirtió en lobo y despedazó a Lico y a sus acompañantes a pesar de que le habían construido, para aplacarle, el templo de Apolo Licio, a orillas de río Janto. Lico participó, junto a algunos de sus hermanos, en la expedición que hizo Dioniso a la India.